# Мате Парлов
Мате Парлов (хорв. Mate Parlov; 16 листопада 1948 — 29 липня 2008) — югославський та хорватський боксер напівважкої ваги. Чемпіон світу серед професіоналів за версією WBC. Олімпійський чемпіон, чемпіон світу та дворазовий чемпіон Європи серед аматорів.

## Біографія
Народився 16 листопада 1948 року в місті Спліт.
Заняття боксом розпочав у 1963 році. Вдало виступав на любительському ринзі у напівважкій вазі. Ставав переможцем Олімпійських ігор, чемпіонату світу та двічі — чемпіонату Європи. Всього провів 178 боїв, у 162 одержав перемогу.
У фіналі чемпіонату Європи 1969 року в Бухаресті поступився радянському боксерові Володимиру Тарасенкову. У фінальному двобої чемпіонату світу 1974 року в Гавані переміг Олега Коротаєва.
Двічі, у 1976 та 1977 роках вигравав титул чемпіона Європи серед професіоналів (EBU). У 1976 році він двічі зустрічався з майбутнім чемпіоном світу Метью Шед Мухаммедом: у першому бої зазнав поразки, другий звів унічию.
7 січня 1978 році став чемпіоном світу за версією Всесвітньої боксерської ради (WBC), вигравши бій у аргентинця Мігеля Анхеля Коельйо.
2 грудня 1978 року втратив чемпіонський пояс, поступившись американцю Марвіну Джонсону.
Всього на професійному ринзі провів 29 боїв, у 24 отримав перемогу (з них 12 — нокаутом).
Після закінчення виступів перейшов на тренерську роботу, тренував збірну команду Югославії з боксу.
У 1984 році відійшов від спорту, оселився поблизу Пули, у Фажані.
Помер 29 липня 2008 року від раку легень.